# Regional Maritime University
De Regional Maritime University (letterlijk: Regionale Maritieme Universiteit, afgekort: RMU) is een private instelling voor hoger onderwijs in Ghana. De hoofdcampus bevindt zich in de hoofdstad Accra, in de regio Greater Accra. De universiteit begon in 1958 als het Ghana Nautical College, maar is sinds 2007 een onafhankelijke universiteit. De studies die worden aangeboden, zijn gerelateerd aan scheepvaart en logistiek. 
De universiteit komt voor in de rankings als de nummer 28 universiteit van Ghana, nummer 833 van Afrika en nummer 18557 van de wereld, en is lid van de Vereniging van Afrikaanse Universiteiten.

## Geschiedenis
De Regional Maritime University begon in 1958 als het Ghana Nautical College, dat studenten opleidde als medewerkers voor de State Shipping Corporation (Black Star Line). Op 26 mei 1983 werd de naam veranderd in Regional Maritime Academy (RMU), waarna het een opleidingscentrum werd voor de maritieme industrie voor de gehele regio. De universiteit bediende vanaf toen dus niet alleen Ghana, maar ook Gambia, Kameroen, Liberia en Sierra Leone. De RMA was er dus vooral voor Engelstalige landen in de regio; voor Franstalige landen werd de L'Académie Régionale des Sciences et Techniques de la Mer in Ivoorkust opgericht. Op 25 oktober 2007 werd de RMU de Regional Maritime University.

## Studies
De RMU heeft geen faculteiten of departementen. De studies die worden aangeboden, zijn:
- Bsc. Logistics Management
- Bsc. Marine Engineering
- Bsc. Marine Electrical and Electronics Engineering
- Bsc. Nautical Science
- Bsc. Computer Engineering
- Bsc. Ports and Shipping Administration
- MA. Ports and Shipping Administration

## Samenwerkingen
De RMU werkt samen met de volgende universiteiten:
- Universiteit van Ghana
- Kwame Nkrumah University of Science and Technology, Ghana
- Liverpool John Moores University, Verenigd Koninkrijk
- Universiteit van Douala, Kameroen
- Shanghai Maritime University, China
- Sribima Maritime Training Centre, Maleisië